# فرانسيسكو دي مارتينو
فرانسيسكو دي مارتينو (بالإيطالية: Francesco De Martino )‏ (و. 1907 – 2002 م) هو محامي، وسياسي، ومؤرخ قانوني ‏، وأستاذ جامعي إيطالي، ولد في نابولي، كان عضوًا في الحزب الاشتراكي الإيطالي، توفي في نابولي، عن عمر يناهز 95 عاماً.

## مناصب
تولى منصب عضو مجلس الشيوخ مدى الحياة (1 يونيو 1991–18 نوفمبر 2002)
- نائب رئيس مجلس الوزراء الإيطالي [الإنجليزية]‏ (6 أغسطس 1970–16 فبراير 1972)
- نائب رئيس مجلس الوزراء الإيطالي [الإنجليزية]‏ (27 مارس 1970–5 أغسطس 1970)
- نائب رئيس مجلس الوزراء الإيطالي [الإنجليزية]‏ (12 ديسمبر 1968–5 أغسطس 1969)
- عضو مجلس النواب في الجمهورية الإيطالية.

## التعليم
تعلم في جامعة نابولي فيدريكو الثاني.

## روابط خارجية
- فرانسيسكو دي مارتينو على موقع مونزينجر (الألمانية)